# Alberto Bruttomesso
Alberto Bruttomesso (* 30. Oktober 2003 in Valdagno) ist ein italienischer Radrennfahrer.

## Sportlicher Werdegang
Mit dem Wechsel in die U23 wurde Bruttomesso 2022 Mitglied im italienischen UCI Continental Team Zalf Euromobil Fior. Bereits in der ersten U23-Saison erzielte er einen prestigeträchtigen Erfolg, als er die erste Etappe des Giro d’Italia Giovani Under 23 2022 im Massensprint gewann. Durch seine Leistungen auf ihn aufmerksam geworden, wurde Ende der Saison 2022 bekannt, dass Bruttomesso zur Saison 2024 einem Vertrag beim Team Bahrain Victorious erhalten soll. Bis dahin geht er für ein Jahr für das italienische Cycling Team Friuli ASD an den Start, um noch mehr Erfahrung vor dem Wechsel in den Profi-Radsport zu sammeln. In die Saison 2023 startete er national mit zwei Siegen beim GP Misano und international mit einem zweiten Platz beim Grand Prix Slovenian Istria. Es folgten ein Etappenerfolg beim Carpathian Couriers Race sowie weitere Podestplatzierungen unter anderem beim Giro Next Gen. 
Wie geplant wechselte Bruttomesso zur Saison 2024 zum UCI WorldTeam Bahrain Victorious. Als Etappendritter bei der Tour of Guangxi schaffte er bereits in seiner Debütsaison als Radprofi die erste Podiumsplatzierung auf der UCI WorldTour. 

## Erfolge
2021
- eine Etappe Giro della Lunigiana

2022
- eine Etappe Giro d’Italia Giovani Under 23

2023
- eine Etappe und Mannschaftszeitfahren Carpathian Couriers Race